# New Wave Syria
New Wave Syria je slovenski glasbeni duo, ki ga sestavljata Urša Golob Pezdirc in Rok Pezdirc. Izdala sta dva studijska albuma in en album remiksov, poleg tega pa sta sodelovala tudi pri glasbi za film Izlet režiserja Nejca Gazvode, za katero sta na 14. festivalu slovenskega filma prejela nagrado Vesna za najboljšo filmsko glasbo.

## Diskografija
Albumi
- Hello, Yes (2009, Cheap Tunes Records)
- Hello, Yes Remixed (2010)
- Summer (2013)